# Robbie Neilson
Pour les articles homonymes, voir Neilson.
Robbie Neilson est un footballeur écossais, né le 19 juin 1980, à Paisley (dans le comté de Renfrewshire en Écosse). Il joue au poste d'arrière droit. Il a fait la quasi-totalité de sa carrière de joueur pour le club écossais d'Heart of Midlothian.

## Carrière junior
Neilson commence sa carrière junior aux Rangers FC, club dont il est supporteur. Néanmoins, il rejoint Heart of Midlothian car il sent qu'il ne se verra pas offrir de chance de devenir titulaire.

## Carrière en club
Arrivé à Heart of Midlothian, il part en prêt pour s'aguerrir à Cowdenbeaht puis à Queen of the South, club avec lequel il remporte le Scottish Challenge Cup en 2002, en battant Brechin City 2-0 en finale. 
Après s'être imposé comme un titulaire indiscutable, Neilson fait preuve d'une fidélité remarquable à Heart of Midlothian en y restant 13 ans.
Neilson, en tant que défenseur, n'est pas un buteur prolifique. Il ne marque en fait qu'un seul but dans toute sa carrière, sous le maillot de Heart of Midlothian, mais ce but est décisif car il est inscrit lors d'une victoire à l'extérieur 2-1 contre le FC Bâle en Coupe de l'UEFA en 2004-2005. Il remporte aussi avec son club la Coupe d'Écosse en 2005-2006.
En 2009, Neilson rejoint l'Angleterre avec le club de Leicester City, devenant le 1000e joueur à porter ce maillot, lors de sa première titularisation contre Ipswich Town, le 15 août 2009. Le 18 février 2011, il est prêté pour un mois au club de Brentford. Revenu à Leicester à la fin de la saison, il rompt son contrat avec le club par consentement mutuel.

## Carrière internationale
Neilson est sélectionnable pour l'Écosse et a connu une seule sélection contre l'Ukraine, le 11 octobre 2006, à Kiev.

## Palmarès

### Comme joueur
- Coupe d'Écosse : 2005-2006 (avec Heart of Midlothian)
- Scottish Challenge Cup : 2002 (avec Queen of the South)

### Comme entraîneur
- Championnat d'Écosse D2 : 2014-2015 et  2020-2021 (avec Hearts)
- Finaliste de la Coupe d'Écosse en 2022